# Abraham Koplowicz
Abraham (Abramek) Koplowicz (ur. 18 lutego 1930 w Łodzi, zm. w sierpniu 1944 w KL Auschwitz) – poeta żydowski, więzień getta łódzkiego, zamordowany w obozie koncentracyjnym.

## Życiorys
Był synem Mendla (ur. 1900) i Jochwety Gitli (ur. 1900). Już jako więzień getta, w wieku kilkunastu lat, pracował w warsztacie szewskim. Jednocześnie w szkolnym zeszycie zapisywał swoje wiersze i krótkie obrazki satyryczne, dokumentując codzienność getta i własne przeżycia. W sierpniu 1944 został wraz z matką wywieziony do niemieckiego obozu zagłady Auschwitz-Birkenau, gdzie oboje zginęli w komorze gazowej.

## Twórczość
II wojnę przeżył ojciec Koplowicza, który po powrocie do Łodzi odnalazł zeszyt z wierszami (później zeszyt przekazano do Instytutu Jad Waszem w Jerozolimie). Wiersze zostały wydane za sprawą przyrodniego brata Koplowicza, Eliezera (Lolka) Grynfelda – najpierw w Polsce w opracowaniu Zbigniewa Dominiaka (Abramka Koplowicza utwory własne. Niezwykłe świadectwo trzynastoletniego poety z łódzkiego getta, Łódź 1993), potem po hebrajsku w tłumaczeniu Irit Amiel (1995).
Na cmentarzu w Holonie znajduje się symboliczny grób Koplowicza.
Abramek oprócz pisania wierszy także malował.

## Upamiętnienie
Władze Łodzi uczciły pamięć o nim nadając jego imię jednej z ulic.
Izraelski zespół Kerach 9 skomponował muzykę do wiersza „Marzenie” Abramka Koplowicza i nagrał na swojej płycie. Podczas swojej pierwszej trasy koncertowej po Polsce część koncertów (specjalny koncert w Łodzi, oraz koncert w Oświęcimiu podczas Life Music Festival) poświęcili pamięci Abramka, który z Łodzi został wywieziony do Auschwitz, gdzie został zamordowany. Trasa Kerach 9 odbyła się w 70. rocznicę śmierci Abramka, w 2024.
Podczas pierwszej pielgrzymki papieża Franciszka I do Ziemi Świętej, w trakcie wizyty w Jad Waszem Franciszek otrzymał w prezencie od dyrektora instytutu Avnera Shaleva replikę obrazu namalowanego przez Abrahama Koplowicza.